# بورلی گادارد
بورلی گادارد (انگلیسی: Beverley Goddard؛ زادهٔ ۲۸ اوت ۱۹۵۶) ورزشکار دو و میدانی اهل بریتانیا است.